# Metschnikowia cubensis
Metschnikowia cubensis är en svampart som beskrevs av Fidalgo-Jim., H.M. Daniel, Evrard, Decock & Lachance 2008. Metschnikowia cubensis ingår i släktet Metschnikowia och familjen Metschnikowiaceae.   Inga underarter finns listade i Catalogue of Life.